# نادي فيرتوس إينتيلا
نادي فيرتوس إينتيلا هو نادي كرة قدم إيطالي يلعب في الدرجة الثانية ويقع مقره في مدينة شيافاري في إيطاليا ويبلغ عدد المعجبين به حسب آخر احصائية أكثر من 6000 شخص، تأسس النادي سنة 1914 ولكنه تأسس مجددا في 2002.

## التاريخ
التأسيس
تأسس عام 1914 وسمي بهذا الأسم نسبة إلى نهر يسمى نهر إينتيلا.
الإفلاس عام 2001
في عام 2001 أفلس نادي فيرتوس إينتيلا.
إعادة التأسيس عام 2002
في عام 2002 أنتهت فترة الإفلاس وتم تأسيسه من جديد ولكن بشكل أفضل، وفي عام 2010 وصل إلى تصفية الترقية إلى الدرجة الثانية لكنه هزم من قبل نادي ليتشي لكنه أستمر في الوصول إلى تصفيات الترقية إلى الدرجة الثانية حتى الوصول إلى الدرجة الثانية عام 2014.
فترة الدرجة الثانية عام 2014
في نسخة عام 2014 من الدرجة الثانية وصل نادي فيرتوس إينتيلا إلى الدرجة الثانية بعد مشاركات في تصفيات الترقية أستمرت تقريبا 5 سنوات لكنهم هبطوا مجددا نفس العام وتأهلوا مجددا في العام التالي لكن تم معاقبتهم بالهبوط مجددا بسبب الاحتيال الرياضي، لكنهم تأهلوا مجددا عام 2016 وبعدها تأهلوا للدوري الإيطالي الأول في عام 2017.
الدوري الإيطالي عام 2018
في نسخة عام 2018-19 تأهل نادي فيرتوس إينتيلا للدوري الإيطالي ليكون هذا واحد من أكبر إنجازات الفريق التاريخية وكذلك شاركوا في دوري ال16 من كأس إيطاليا من نفس العام حيث أستطاعوا بشكل مفاجئ هزموا نادي جنوى بركلات الترجيح ولكنهم هبطوا مجددا إلى B وبعدها إلى الدرجة C لكنهم فازوا بالدرجة C وتأهلوا إلى الدرجة B وبقوا بها حتى أخر موسم حيث هبطوا إلى الدرجة C.

## أبرز من لعب معه
- ناصر اليجي
- نيكولاس سيناللي
- كريستيانو باتشي
- مانليو باسيغالوبو
- جيان باولو كاستورينا
- فرانشيسكو كونتي
- جينو فيرير كاليجاري
- روزاريو دي فينتشنزو